# Aéroport international de Phuket
Pour les articles homonymes, voir HKT.
L'aéroport international de Phuket (code IATA : HKT • code OACI : VTSP), étant le portail privilégié pour accéder aux îles et plages de la mer d'Andaman ainsi qu'aux provinces limitrophes de la province de Phuket, est le deuxième aéroport thaïlandais par le nombre de passagers et le volume de fret annuels. 
L'aéroport se situe à 32 km du centre-ville de Phuket à une altitude de 82 pieds. C'est l'un des cinq aéroports internationaux régis par Airports of Thailand Public Company Limited (AOT). Il a ouvert en 1976.
Après le tsunami du 26 décembre 2004, le nombre de passagers a chuté de 77 % (janvier-mars 2005 par rapport à janvier-mars 2004), certaines compagnies aériennes étant contraintes d'annuler leurs vols. Cette tendance fut temporaire, le trafic reprenant depuis.
L'aéroport reçoit chaque année plus de 2 900 000 passagers, 20 000 vols et 12 000 tonnes. En 1998, le nombre de passagers était de 3 142 712, le nombre de vols de 19 945 et le tonnage de fret de 15 896 tonnes.

## Situation
| \| 100 km1:12 067 000 \| Buriram Chiang · Mai Chiang · Rai Chumphon Bangkok- · Don Mueang Bangkok- · Suvarnabhumi Hat Yai Hua Hin Khon Kaen Ko Pha Ngan Krabi Lampang Loei Mae Hong · Son Mae Sot Nakhon · Phanom Nakhon Si Thammarat Nan Nakhon Narathiwat Pai Phitsanulok Phrae Phuket Ranong Roi Et Sakon · Nakhon Ko Samui Sukhothai Surat Thani Trang Trat Pattaya Ubon · Ratchathani Udon Thani |
| 100 km1:12 067 000 |

## Incidents et accidents
- Le 15 avril 1985, un Boeing 737-2P5 de Thai Airways s'est écrasé, tuant les 11 personnes à bord. L'équipage avait envoyé un appel radio pour indiquer que les deux moteurs s'étaient éteints. Il n'a pas été possible de savoir pourquoi[2].

- Le 31 août 1987, le vol Thai Airways 365 en provenance de l'aéroport international de Hat Yai s'est abîmé dans l'océan au cours de son approche, tuant les 83 personnes à bord. L'enquête a montré qu'une erreur du pilote en était la cause principale[3].

- Le 16 septembre 2007, le vol OG 269, un MD-82 de la compagnie One-Two-Go Airlines en provenance de l'aéroport international Don Muang (Bangkok) s'est écrasé après une tentative d'atterrissage dans des conditions météorologiques difficiles (pluie, forts vents de traverse, visibilité réduite). L'appareil fut victime d'un cisaillement qui lui fit perdre de l'altitude, et alors qu'il tentait de remettre les gaz, heurta un talus le long de la piste d'atterrissage : il se brisa et prit feu. L'intervention des secours fut lente et peu efficace[4]. Parmi les 123 passagers et 7 membres d'équipage, 89 sont morts immédiatement[5], un des 40 blessés succombant par la suite[6].

## Galerie

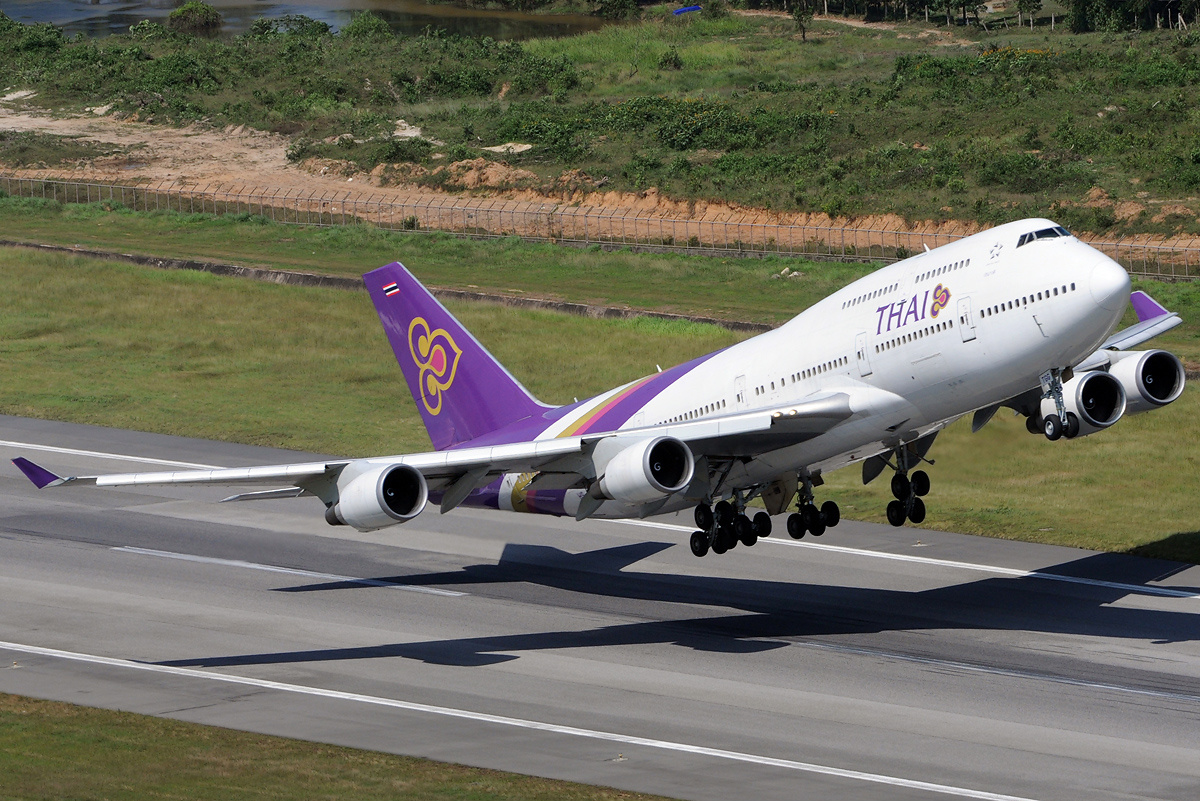
Boeing 747-400 de Thai Airways International au décollage (décembre 2013).
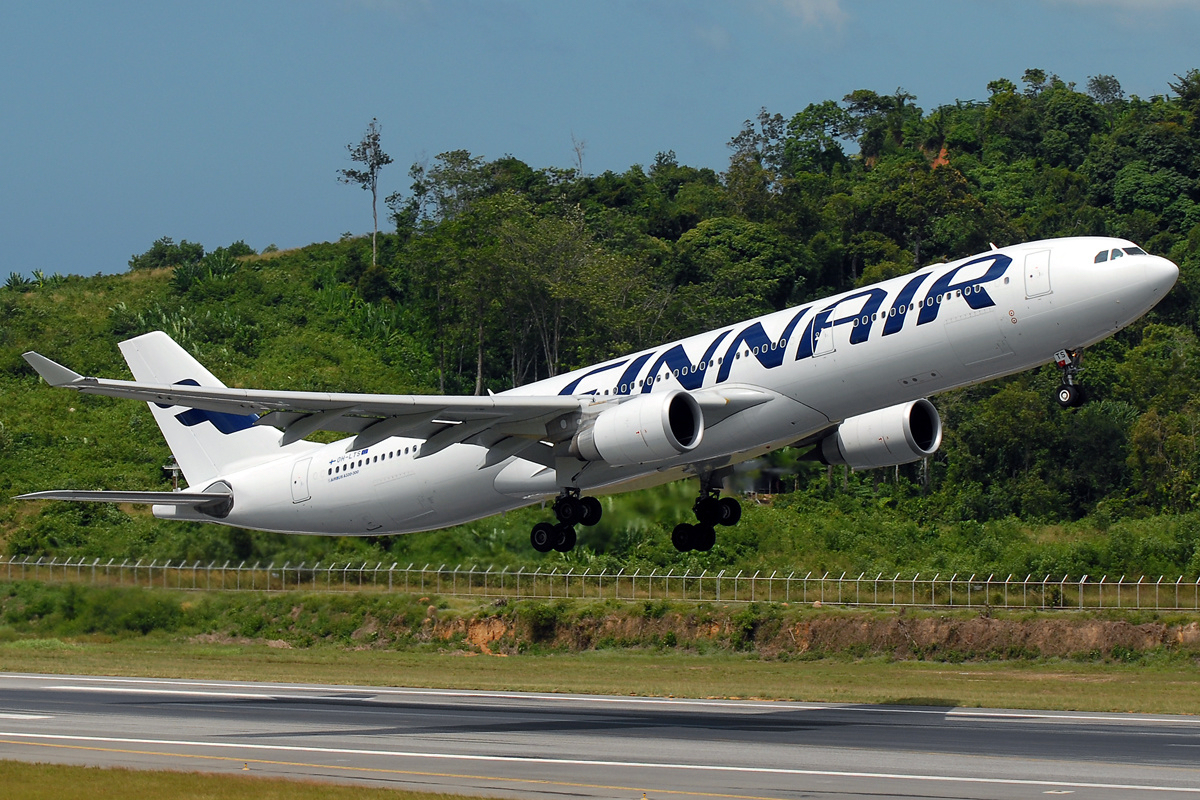
Airbus A330-300 de Finnair au décollage.
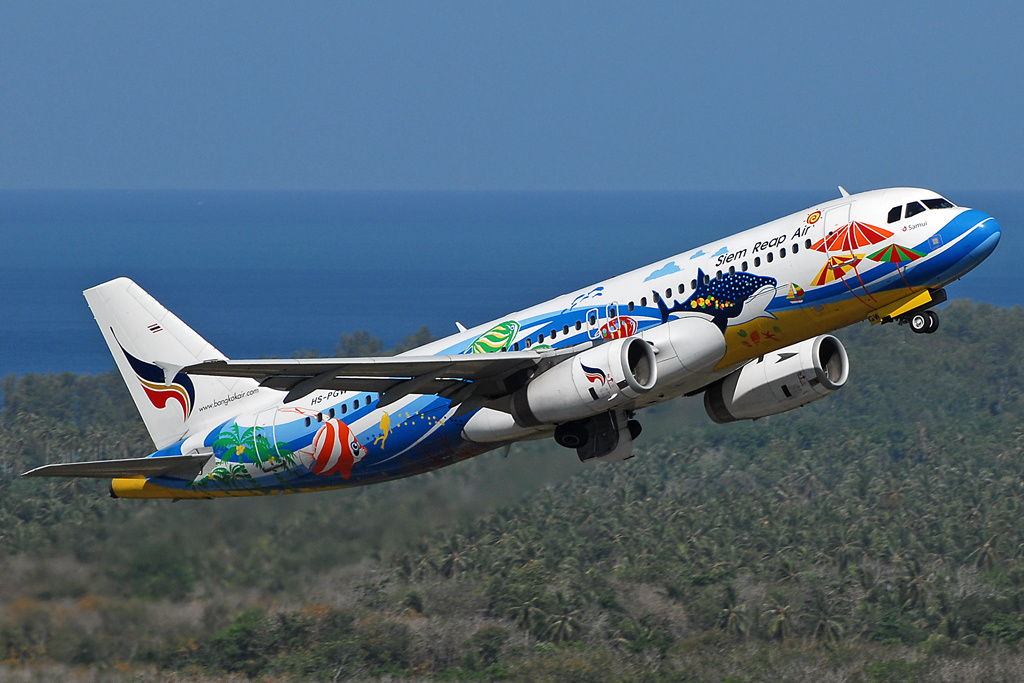
Airbus A320 de Bangkok Airways au décollage.
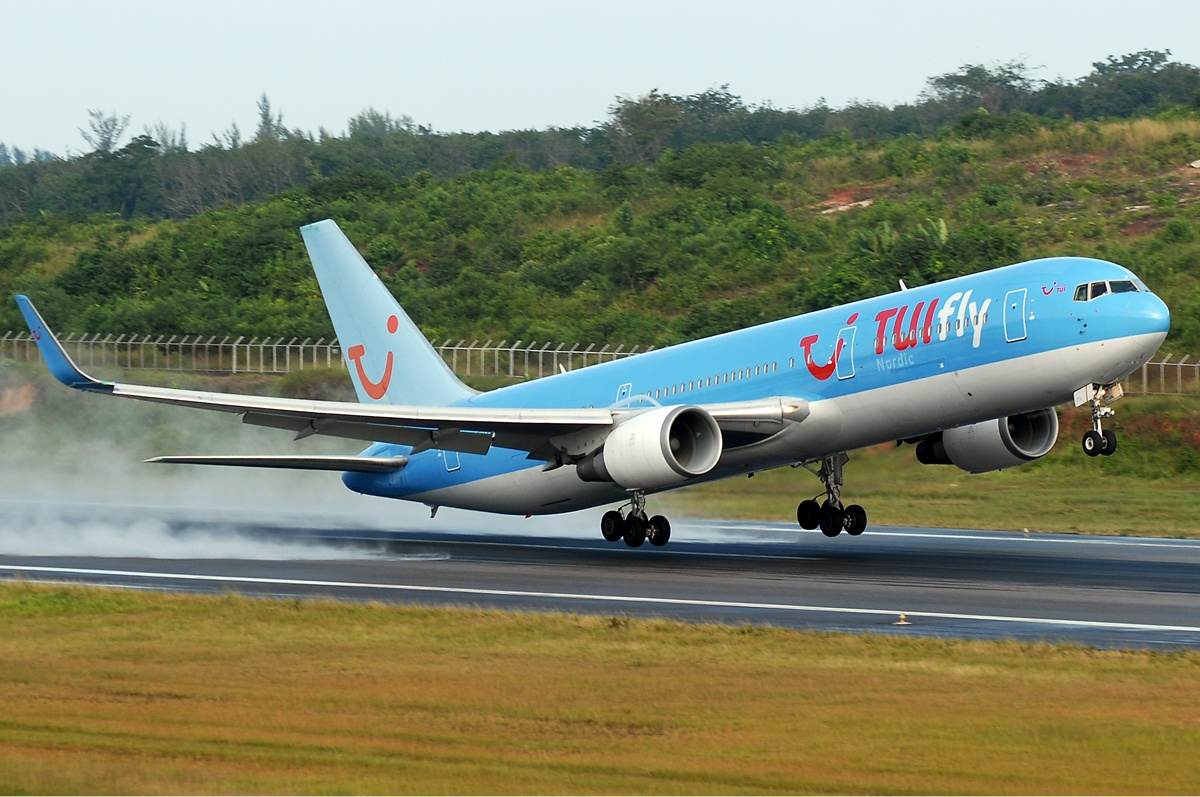
Boeing 767-300/ER de TUIfly Nordic à l'atterrissage.
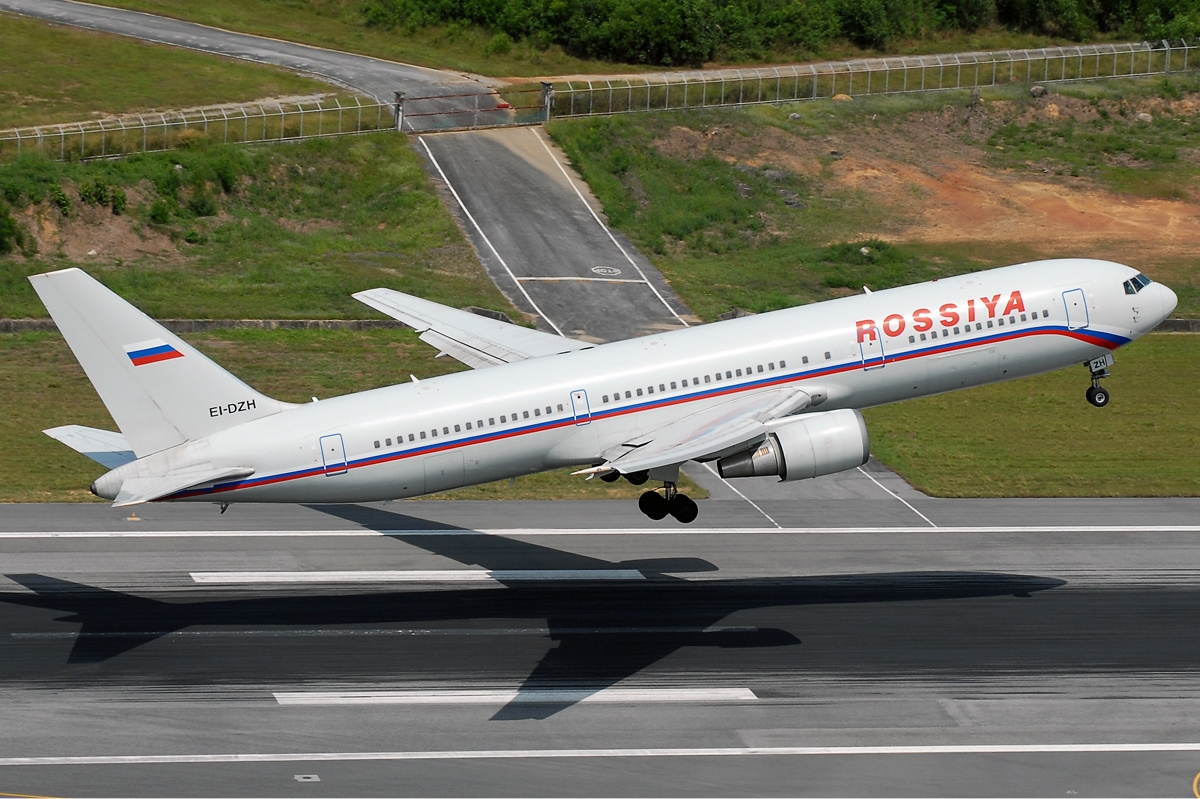
Boeing 767-300/ER de Rossiya au décollage.

## Statistiques
Le graphique qui aurait dû être présenté ici ne peut pas être affiché car il utilise l'ancienne extension Graph, désactivée pour des questions de sécurité. Des indications pour créer un nouveau graphique avec la nouvelle extension Chart sont disponibles ici.

Voir la requête brute et les sources sur Wikidata.

## Compagnies aériennes et destinations
| Compagnies                | Destinations |
| ------------------------- | --- |
| Aeroflot                  | Moscou Chérémétiévo |
| AirAsia                   | Kuala Lumpur, Penang |
| Air China                 | Pékin-Capitale, Chengdu-Shuangliu, Hangzhou-Xiaoshan |
| Air France                | Paris-Charles de Gaulle (débute le 27 novembre 2025) |
| Asia Atlantic Airlines    | Charter : Shenyang |
| Asiana Airlines           | Séoul-Incheon |
| Azur Air                  | - Moscou-Vnoukovo, - Saint-Pétersbourg-Poulkovo, - Voronej (en), - Rostov-sur-le-Don/Platov, - Nijni Novgorod-Strigino, - Kazan, - Samara-Kouroumotch, - Iékaterinbourg-Koltsovo, - Tioumen-Roshchino, - Novossibirsk-Tolmatchevo, - Barnaoul, - Krasnoïarsk-Iémélianovo, - Irkoutsk, - Khabarovsk, - Ioujno-Sakhalinsk, - Vladivostok |
| Bangkok Airways           | Bangkok-Suvarnabhumi, Chiang Mai, Hat Yai, Ko Samui, Pattaya U-tapao |
| Cathay Dragon             | Hong Kong |
| China Eastern Airlines    | Chengdu-Shuangliu, Kunming-Changshui, Shanghai-Pudong, Taiyuan-Wusu |
| China Southern Airlines   | Canton-Baiyun, Shenzhen-Bao'an, Wuhan |
| Chongqing Airlines        | Chongqing-Jiangbei |
| Edelweiss Air             | En saison : Zurich |
| Emirates                  | Dubaï |
| Etihad Airways            | Abou Dabi |
| Finnair                   | En saison : Helsinki-Vantaa, Stockholm-Arlanda |
| Firefly                   | Penang |
| GoAir                     | Bangalore-Kempegowda, Delhi-Indira Gandhi, Bombay-Chhatrapati-Shivaji |
| Hainan Airlines           | Pékin-Capitale, Shenzhen-Bao'an |
| HK Express                | Hong Kong |
| IndiGo                    | Bangalore-Kempegowda , Delhi-Indira Gandhi |
| Jetstar Airways           | Melbourne-Tullamarine, Sydney-K. Smith |
| Jetstar Asia Airways      | Singapour-Changi |
| Juneyao Airlines          | Shanghai-Pudong |
| Korean Air                | Séoul-Incheon |
| Kunming Airlines          | Kunming-Changshui |
| LOT Polish Airlines       | En saison Charter : Varsovie-Chopin |
| Lucky Air                 | Kunming-Changshui, Zhengzhou |
| Mahan Air                 | En saison Charter : Téhéran-Imam-Khomeini |
| Malaysia Airlines         | Kuala Lumpur |
| Malindo Air               | Kuala Lumpur, Langkawi |
| Myanmar National Airlines | Rangoun (Yangon) |
| Nok Air                   | Bangkok-Don Muang, Pékin-Capitale Charter : Chengdu-Shuangliu, Nanning, Nantong Xingdong |
| Nordwind Airlines         | En saison Charter : Tcheliabinsk-Balandino, Irkoutsk, Khabarovsk, Moscou Chérémétiévo, Nijni Novgorod-Strigino, Rostov-sur-le-Don/Platov, Saint-Pétersbourg-Poulkovo, Oufa, Iakoutsk, |
| Okay Airways              | Xi'an-Xianyang En saison : Hangzhou-Xiaoshan |
| Pegas Fly                 | En saison Charter : Belgorod, Blagovechtchensk-Ignatiévo, Tchita (Kadala) (en), Krasnodar-Pashkovsky, Krasnoïarsk-Iémélianovo, Novossibirsk-Tolmatchevo, Orenbourg-Tsentralni, Perm, Petropavlovsk-Kamtchatski-Iélizovo, Samara-Kouroumotch, Sourgout, Tioumen-Roshchino, Ioujno-Sakhalinsk                                            |
| Qatar Airways             | Doha-Hamad |
| Rossiya Airlines          | En saison Charter : Moscou-Vnoukovo |
| Royal Flight              | En saison Charter : Barnaoul, Moscou Chérémétiévo, Novokouznetsk-Spichenkovo (en), Omsk, Tomsk-Bogachevo |
| S7 Airlines               | En saison : Irkoutsk |
| Scoot                     | Singapour-Changi |
| Shenzhen Airlines         | Shenzhen-Bao'an |
| Sichuan Airlines          | Chengdu-Shuangliu, Chongqing-Jiangbei, Tianjin Binhai, Xi'an-Xianyang |
| SilkAir                   | Singapour-Changi |
| Singapore Airlines        | En saison : Singapour-Changi |
| Spring Airlines           | Chengdu-Shuangliu, Huai'an, Shanghai-Pudong, Shijiazhuang |
| Sunday Airlines           | En saison Charter : Almaty, Noursoultan , Bichkek Manas |
| Thai AirAsia              | Bangkok-Don Muang, Chiang Mai, Chiang Rai, Hong Kong, Djakarta-S.-Hatta , Khon Kaen (en), Kunming-Changshui, Macao, Pattaya U-tapao, Phnom Penh, Siem Reap-Angkor, Singapour-Changi, Udon Thani (en), Wuhan |
| Thai Airways              | Bangkok-Suvarnabhumi, Pékin-Capitale En saison : Copenhague-Kastrup, Stockholm-Arlanda |
| Thai Lion Air             | Bangkok-Don Muang, Changsha, Chengdu-Shuangliu, Chongqing-Jiangbei, Hangzhou-Xiaoshan, Hefei, Nankin, Shanghai-Pudong, Tianjin Binhai, Xi'an-Xianyang, Zhengzhou |
| Thai Smile                | Bangkok-Suvarnabhumi, Chiang Mai, Canton-Baiyun, Hong Kong Charter : Lanzhou |
| Thai Vietjet Air          | Bangkok-Suvarnabhumi, Chiang Rai |
| TUI Airways               | En saison : Birmingham, Londres-Gatwick, Manchester En saison Charter : Copenhague-Kastrup, Göteborg, Helsinki-Vantaa, Stockholm-Arlanda, Trondheim, |
| Turkish Airlines          | Istanbul |
| Uzbekistan Airways        | En saison : Tachkent |
| Vietjet Air               | Hô Chi Minh Ville (Tân Sơn Nhất) |

Édité le 24/05/2019